# Oberwaage

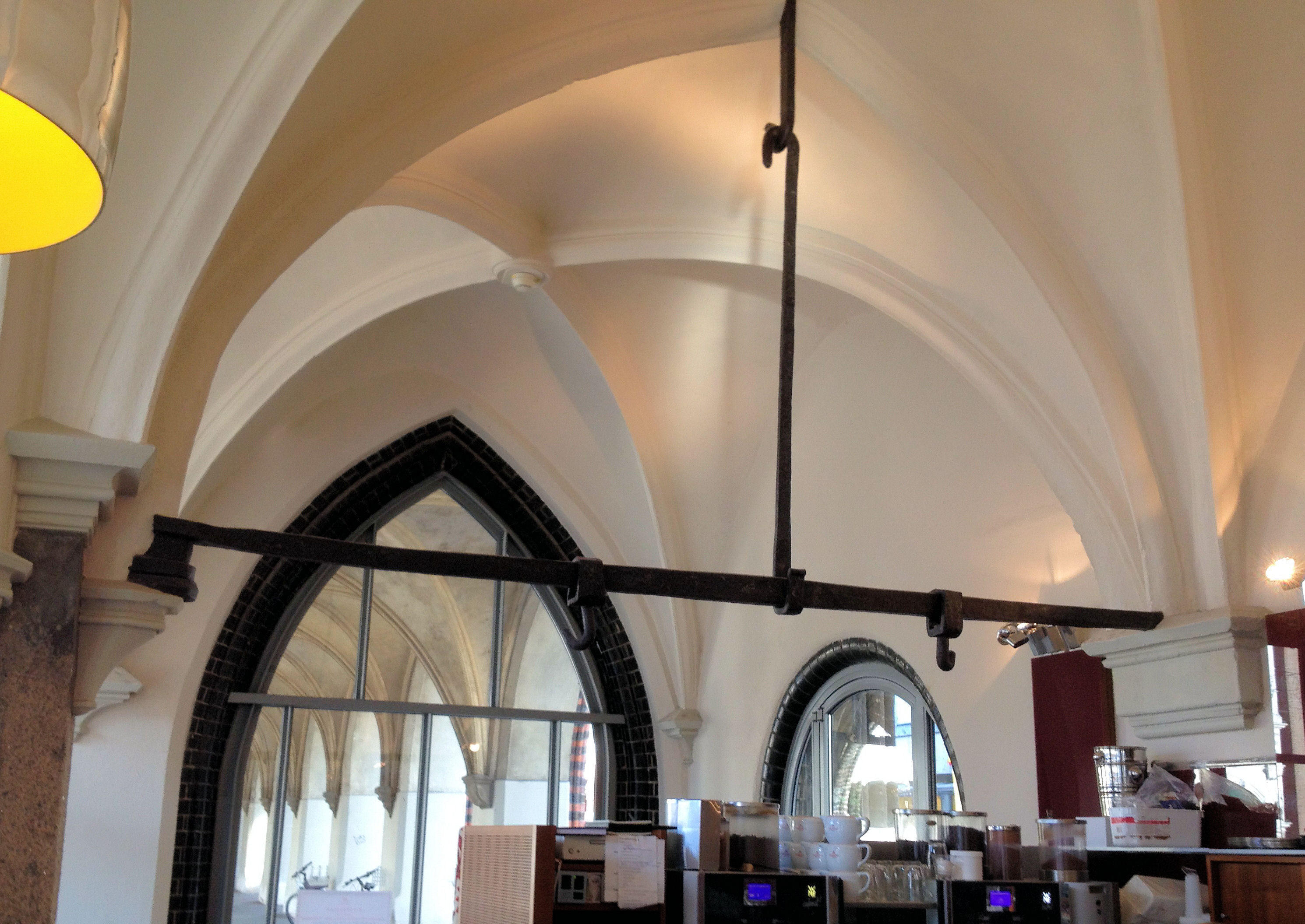
Die Reste der Wiegevorrichtung der Oberwaage

Die Einbauten der Oberwaage in den Arkaden in den 1840er Jahren

Die Oberwaage, auch Ratswaage und Marktwaage genannt, war neben der Niederwaage eine von zwei städtischen Waagen in Lübeck.
Die Oberwaage befand sich während der gesamten Zeit ihrer Existenz am Markt. Es ist nicht dokumentiert, wann sie eingerichtet wurde, doch sie wurde bereits im Jahre 1262 im Verzeichnis der städtischen Einnahmen aufgeführt. Von da an erscheint sie durchgehend in den Kämmereibüchern zusammen mit den Einkünften aus ihrer Verpachtung an die jeweiligen Betreiber.
Der ursprüngliche Standort der Oberwaage war annähernd dort, wo sich heute der Kaak befindet, vermutlich etwas östlich davon. Über das Aussehen des Bauwerks ist nichts überliefert; fest steht nur, dass es über eine Glocke – die sogenannte Kasseberenklocke oder Kirschenglocke – verfügte, die für das Marktgeschehen verwendet wurde.
1441/42 wurde das Gebäude abgebrochen und die Oberwaage in Räumlichkeiten in den Arkaden untergebracht, die das Erdgeschoss des 1442–1444 errichteten Kriegsstubenbaus des Rathauses bilden und die wahrscheinlich eigens für diese Verwendung eingeplant worden waren. Dort verblieb sie bis zu ihrer Aufhebung 1871. Ihre Räume beherbergten danach das Eichamt, bis 1893 die Einbauten aus der Arkadenhalle entfernt wurden.
Der in einem Arkadenbogen fest eingebaute eiserne Träger der Wiegevorrichtung, versehen mit zwei Haken zur Anbringung von Waagemechanismen, verblieb an Ort und Stelle. Er befindet sich heute im Inneren des 2008 in den Arkaden eingerichteten Niederegger-Arkadencafés.